# Dekanat Lubsko
Dekanat Lubsko – jeden z 30 dekanatów należący do diecezji zielonogórsko-gorzowskiej, metropolii szczecińsko-kamieńskiej, Kościoła rzymskokatolickiego w Polsce.

## Władze dekanatu
Źródło:
- Dziekan: ks. dr Tomasz Trębacz
- Wicedziekan: ks. kan. Marian Bumbul
- Ojciec duchowny: ks. mgr Adam Firak
- Rejonowy duszpasterz młodzieży i powołań: ks. Damian Swiniarek

## Parafie
- Brody – Parafia Wszystkich Świętych

Koło – Kościół filialny pw. Podwyższenia Krzyża Świętego
Biecz – Kościół filialny pw. Matki Bożej Częstochowskiej
Zasieki – Kościół filialny pw. Matki Bożej Królowej Polski
- Drągowina – Parafia Wniebowstąpienia Pańskiego

Kotowice – Kościół filialny pw. Matki Bożej Szkaplerznej
Niwiska – Kościół filialny pw. Matki Bożej Różańcowej
Przybymierz – Kościół filialny pw. Wniebowzięcia Najświętszej Maryi Panny
Skibice – Kościół filialny pw. w. Marcina
Kaczenice – Kaplica  św. Antoniego Padewskiego
- Górzyn – Parafia Niepokalanego Poczęcia Najświętszej Maryi Panny

Chocicz – Kościół filialny pw. Matki Bożej Nieustającej Pomocy
Lutol – Kościół filialny pw. św. Wojciecha Bpa i M.
Osiek – Kaplica  w budynku wiejskim
- Jasień – Parafia Matki Bożej Różańcowej

- Lubsko – Parafia Najświętszego Serca Pana Jezusa

Dłużek – Kościół filialny pw. Narodzenia Najświętszej Maryi Panny
Mierków – Kościół filialny pw. bł. Karoliny Kózki Dz. i M.
- Lubsko – Parafia Nawiedzenia Najświętszej Maryi Panny

Raszyn - Kościół filialny pw. św. Izydora Rolnika
Białków – Kaplica  Najświętszej Maryi Panny Królowej Polski
Budziechów – Kościół filialny pw. Św. Józefa Robotnika
Lubsko – Kaplica  Chrystusa Króla i św. Elżbiety Węgierskiej na plebanii
Lubsko – Kaplica  Matki Bożej Bolesnej (kaplica w DPSie)
Lubsko – Kaplica  św. Łukasza
- Nowogród Bobrzański – Parafia Wniebowzięcia Najświętszej Maryi Panny

Klępina – Kościół filialny pw. Matki Bożej Cudownego Medalika
Nowogród Bobrzański  – Kościół filialny pw. kościół pw. św. Bartłomieja Ap.
Krzywaniec – Kaplica  w Zakładzie Karnym
Nowogród Bobrzański– Kaplica  domowa
- Wicina – Parafia Najświętszego Serca Pana Jezusa

Bieszków – Kaplica pw. Podwyższenia Krzyża
Tuchola Duża – Kościół filialny pw. św. Stanisława B-pa
Zabłocie – Kościół filialny pw. Niepokalanego Poczęcia NMP
Stara Woda – Kaplica Matki Bożej Różańcowej